# Drumartic
Drumartic ist eine österreichische Percussionband aus Lienz. Bekannt wurde die Band auch durch ihr Schlagzeug „The Big Boom“, das den Schlagzeugern einen Eintrag ins Guinness-Buch der Rekorde verschaffte.

## Geschichte

### Gründung (2007)
Drumartic wurde im Frühjahr 2007 in Lienz gegründet. Rund um Bandleader Markus Wendlinger formierten sich die Gründungsmitglieder Rene Mair, Markus Warscher und Peter Lindsberger. Der kreierte Name „Drum(ART)ic“ sollte auf Trommelkunst hinweisen.
Zunächst wurden Walking Acts und kleinere Showeinlagen einstudiert, aber bald entschied man sich eigene Arrangements und Programme zu erarbeiten.

### Konzerte (2008–2014)
Die Premiere der Drumartic Konzerte fand im Frühjahr 2008 in der Aula des Gymnasiums Lienz statt. Im Jahr 2008 auf 2009 entwickelte sich die Band auch instrumental. Den Bass-Part, vorerst mit Pauken gespielt, übernimmt ein selbst gebautes Instrument aus über 50 Meter Abflussrohren, jeder Ton (Rohr) wird eigens mit Mikrofon abgenommen. Das Gesamtgewicht liegt bei 100 Kilogramm. Nicht nur der sehr spezielle Basssound ist einzigartig, es ist auch ein „Hingucker“ und wird zum fixen Bestandteil des Drumartic-Equipments. Präsentiert wurde das Plastophon beim 2. Gymkonzert 2009. Auch ein sogenanntes Midiphon (Mallet-Kat) bereichert die Band soundtechnisch. Ein Lager an kuriosen und ungewöhnlichsten Instrumenten ermöglicht den vier Schlagwerkern eine Vielzahl an Klangmöglichkeiten.
Sie beeindrucken mit klassischem Schlagwerk wie Marimba und Vibraphon aber auch mit afrikanischen Trommeln, oder mit Alltagsgegenständen wie Regentonnen, Aluleitern, Malerkübeln, Kajaks, Fahrrädern usw. Wegen guten Erfolgs entschied man sich, die weiteren jährlichen Konzerte auszulagern.
Auch die österreichweiten Anfragen stiegen kontinuierlich – Auftritte bei der Red Bull Fußballmeisterfeier, Freundschaftsspiel FC Bayern München vs. Red Bull Salzburg uvm. folgten.
Restlos ausverkauft war das Gemeindeforum in Nußdorf-Debant beim Drumartic-Konzert 2011. Ein neuer Stil, mehr Electronic, Songs auf Dance und mehr eigene Kompositionen, auch mit Sänger standen am Programm. Während Street Acts und kleinere Unplugged Shows beim Alten blieben, wurde auf großen Events der neue Stil zum Besten gegeben.
Unter dem Namen „Trommelwirbel“ sorgte das Lienzer Percussionquartett im August 2012 in der RGO-Arena für Aufsehen. Dargeboten wurde ein 2-Tagesfestival. Musikerfreunde der Talentshow „Die große Chance“ machten die Vorband, Drumartic präsentierte Indoor ihr neues Album Big Boom, im Outdoor-Bereich war das weltgrößte Schlagzeug „The Big Boom“ aufgebaut, Discovery Channel (Kanada) war extra eingeflogen worden, um das Spektakel zu filmen, als die Musiker sich in der zweiten Hälfte des jeweiligen Abends auf „The Big Boom“ begeben hatten. Sie wirkten wie Zwerge darauf und als die Show los ging, hörte man den Sound im Umkreis von 10 Kilometern.
Im August 2014 wurde ein zweitägiges Comeback-Konzert im Innenhof von Schloss Bruck (Lienz) gefeiert. In Memorian an Markus Wendlinger wurde mit diesen Konzert die Zukunft der Band gefeiert. Ein zum großen Teil neues Programm wurde erarbeitet und Freund Markus Mußhauser wurde begrüßt. Markus Mußhauser, Keyboarder, vom Beruf Tontechniker bei Koch Universal Studio, gibt der Band mit seinen Sounds einen neuen Glanz.

### AlbumDrumartic(2010)
Das erste Album hieß Drumartic und war geprägt durch Musikstücke, die hauptsächlich mit Stabspielen (Marimba, Xylofon, Vibraphon), Plastophon (Bass), Drumset, sehr viel Perkussion.

### Talentshow „Die große Chance“ (2011)

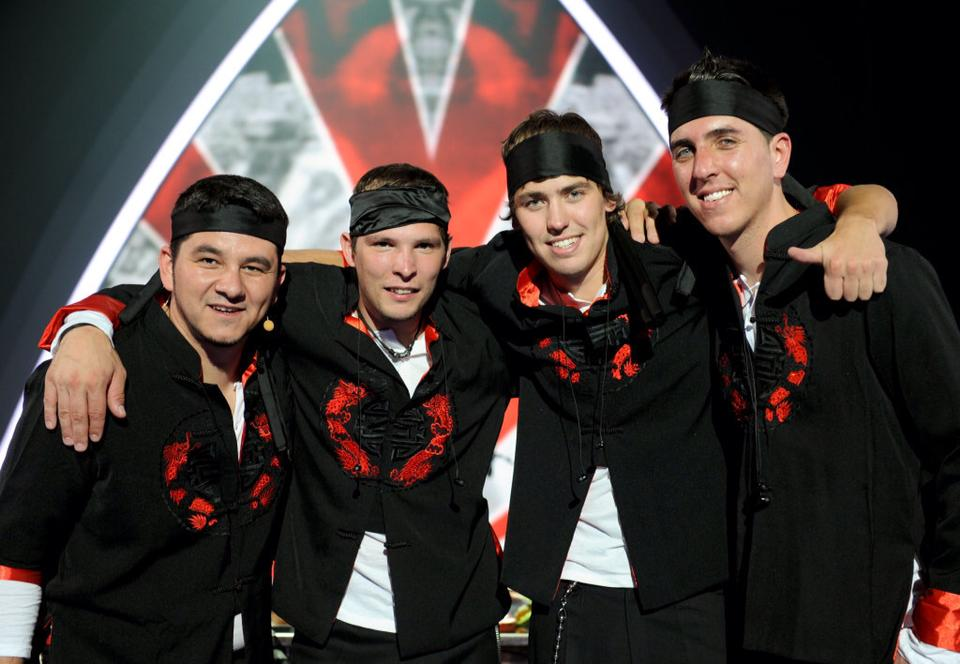
Drumartic

Im August 2011 nahm die Gruppe am Casting der Großen Chance in Salzburg teil und kam dort bis ins Halbfinale. Es folgten Auftritte beim Silvesterstadtl 2011, beim Skiweltcup, und bei Promiskirennen.

### AlbumBig Boom(2012)
Alles neue an Ideen, Arrangements und Kompositionen wurde gesammelt und als zweites Album namens Big Boom herausgebracht.
Speziell der neue Stil von Drumartic kommt auf diesem Album besonders zu Geltung.
Mit der ersten Single, worauf das Lied Sun of Jamaica im eigenen Arrangement gecovert wurde, erhoffte man sich einen Durchbruch, der allerdings ausblieb.

### „The Big Boom“ – The world’s largest Drumset (2012)
Geboren wurde die Idee noch 2011 in Wien zu Zeiten der Großen-Chance-Ausscheidung im Halbfinale.
„Es muss etwas Gigantisches entstehen, die Leute müssen Angst bekommen“ war die Aussage des Freund und Gönners Walter Pondorfer, der sich mit seiner Firma darauf spezialisierte, Funkgeräte für Vergnügungsparks zu planen und zu entwickeln.
Und so wurde das weltgrößte Schlagzeug, „The Big Boom“ in den Köpfen der lustigen Runde geboren. Im Winter begann die Bauphase und man konnte erste Konturen erkennen. Wenn man bedenkt, dass dieses Monstrum 6,5 Meter hoch, und 1,5 Tonnen schwer ist, wird einem klar, das wird ein Megaknüller. Alleine die Bassdrum hat einen Durchmesser von 3,30 Metern.

Weltpremiere im Wiener Prater

Am 1. Mai 2012 wurde „The Big Boom“ ins Guinness-Buch der Rekorde eingetragen.

### FilmdrehRise Up and Dance(2013)
Zum österreichischen Kinofilm Rise up and Dance wurde Drumartic für drei Minuten Teil dieses Films, in dem sie ein eigenes Waterwall-Drums-Lied vor laufender Kamera und Abseilperformance über einen Wasserfall mit gespielter Bassdrum (Peter Lindsberger) darboten.

### SingleA New Day(2013)
Im Frühjahr 2013 begann die Aufnahme des extra für den Vier-Pfoten-Bandcontest komponierten Liedes A New Day. Mit der Sängerin Kathrin Mußhauser hatte die Band schon öfters gemeinsam musiziert und sie war es auch, die für dieses neue Lied, das Bandleader Markus Wendlinger erschuf, in Frage kam.
Der Gewinn war eine professionelle Studioaufnahme im Cosmix-Studio Wien und eine Reise nach Südafrika (Lionsrock), wo die Dreharbeiten zum neuen Musikvideo entstehen sollten, auch ein Konzertauftritt zum World-Animal-Day 2013 bei der Lionsrock-Lodge war dabei.

### Südafrika / schwerer Unfall der Band (2013)
Am 1. Oktober machte sich die Band auf nach Südafrika, um bei dem gewonnenen Film-Dreh am Lionsrock mitzumachen. Die Aufnahmen der einzelnen Sonnenaufgänge, gekoppelt mit den Sounds von Drumartic, ließen diese Zeit zu einem der Höhepunkte der Karriere werden. Als am letzten Drehtag das Safari-Auto samt der Band und anderen Insassen aufgrund eines Bremsversagens verunfallte, kam Bandleader Markus Wendlinger ums Leben. Ein weiterer Organisator der Reise verlor ebenfalls sein Leben bei diesem Unfall. Die Bandmitglieder wurden zum Teil lebensgefährlich verletzt.
In der Zeit von Oktober 2013 bis ins Frühjahr 2014 litt die Band an den Folgen des schweren Verlustes ihres Freundes und an den Verletzungen, die sie völlig aus der Bahn warfen.

### Kreative Pause / Wandel der Band
Von September bis Dezember 2014 legte Drumartic eine kreative Pause ein. Im Dezember 2014 verließ Gründungsmitglied Markus „Roody“ Warscher die Band aus privaten Gründen. Michael Kapfinger und Stefan Mörtl stiegen in die Band ein und es wird wieder gearbeitet. Drumartic besteht nun wieder aus vier Schlagzeugern und einem Keyboarder.
Im Jänner 2015 feierte die Neuformation der Band Premiere. Die von Dieter Remler geplante und koordinierte Show „Speed and Drums“ wurde live im ORF übertragen.

## Diskografie (Auswahl)

### Studioalben
- 2010: Drumartic (D’artic Music)
- 2012: Big Boom (D’artic Music)

### Singles
- 2012: Sun of Jamaica (D’artic Music)
- 2013: A New Day (D’artic Music)